# Nguyễn Đình Trung (sinh năm 1964)
Nguyễn Đình Trung (sinh năm 1964) là kiểm sát viên người Việt Nam. Ông hiện giữ chức vụ Viện trưởng Viện kiểm sát nhân dân thành phố Cần Thơ.

## Tiểu sử
Nguyễn Đình Trung sinh năm 1964 tại tỉnh Nghệ An.
Ông từng giữ chức vụ Phó vụ trưởng Vụ Thực hành quyền công tố và kiểm sát điều tra án an ninh (Vụ 1) Viện kiểm sát nhân dân tối cao Việt Nam.
Ngày 25 tháng 6 năm 2012, Chủ tịch nước Trương Tấn Sang ký Quyết định số 885/QĐ-CTN bổ nhiệm chức danh Kiểm sát viên Viện kiểm sát nhân dân tối cao cho ông Nguyễn Đình Trung.
Năm 2015, Nguyễn Đình Trung được bổ nhiệm làm hiệu trưởng Trường Đào tạo và Bồi dưỡng nghiệp vụ kiểm sát tại Thành phố Hồ Chí Minh.
Ngày 17 tháng 7 năm 2017, Nguyễn Đình Trung được Viện kiểm sát nhân dân tối cao Việt Nam điều động, bổ nhiệm làm Viện trưởng Viện kiểm sát nhân dân cấp cao tại Thành phố Hồ Chí Minh.